# Bathyraja hesperafricana
Bathyraja hesperafricana är en rockeart som beskrevs av Stehmann 1995. Bathyraja hesperafricana ingår i släktet Bathyraja och familjen egentliga rockor. IUCN kategoriserar arten globalt som otillräckligt studerad. Inga underarter finns listade.